# Klein Döbbern
Klein Döbbern (in basso sorabo: Małe Dobrynje) è una frazione del comune tedesco di Neuhausen/Spree, nel Land del Brandeburgo.

## Storia
Il 24 marzo 2003 il comune di Klein Döbbern venne soppresso e aggregato al comune di Neuhausen, che contemporaneamente assunse la nuova denominazione di «Neuhausen/Spree».

## Geografia antropica
Alla frazione di Klein Döbbern appartengono le località di Grenze e Schäferberg.

## Amministrazione
Klein Döbbern è amministrata da un consiglio di frazione (Ortsbeirat) composto da 3 membri.

### Esplicative
1. ↑  Letteralmente: «Döbbern piccola», in contrapposizione alla vicina Groß Döbbern – «Döbbern grande».

### Bibliografiche
1. ↑  (DE) Klein Döbbern, su neuhausen-spree.de.
2. 1 2  (DE) Hauptsatzung der Gemeinde Neuhausen/Spree, § 12, Abs. 1. (PDF), su daten.verwaltungsportal.de.
3. ↑  (DE) Zweites Gesetz zur landesweiten Gemeindegebietsreform betreffend die kreisfreie Stadt Cottbus und das Amt Neuhausen/Spree, § 1, Abs. 2., su bravors.brandenburg.de.
4. ↑  (DE) Hauptsatzung der Gemeinde Neuhausen/Spree, § 12, Abs. 2. (PDF), su daten.verwaltungsportal.de.